# The Belfry

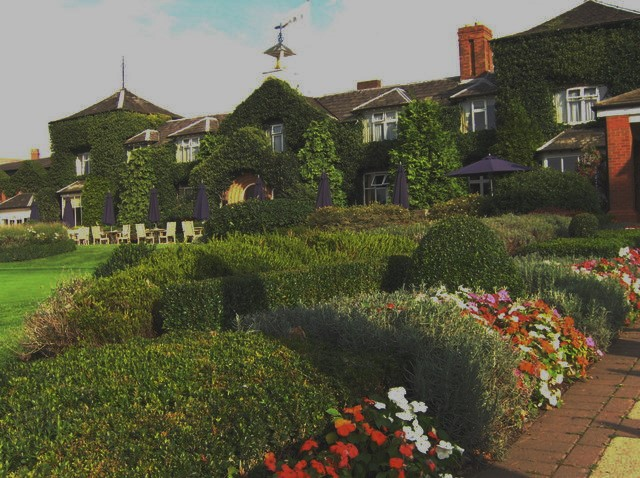

The Belfry är en berömd golfklubb i Wishaw i grevskapet Warwickshire i England. Anläggningen ägs sedan 2005 av den irländske miljardären Sean Quinn.
Sammanlagt tre 18-hålsbanor finns på The Belfry. Mästerskapsbanan heter The Brabazon Course, de två andra heter The PGA National Course och The Derby Course. På mästerskapsbanan har Ryder Cup avgjorts fyra gånger: 1985, 1989, 1993 och 2002. Av dessa har Europa vunnit två, USA en, och 1989 slutade matchen oavgjort.
The Belfry har även arrangerat många europatourtävlingar, bl.a. English Open, British Masters och Benson & Hedges International Open.